# Jacob Noteman

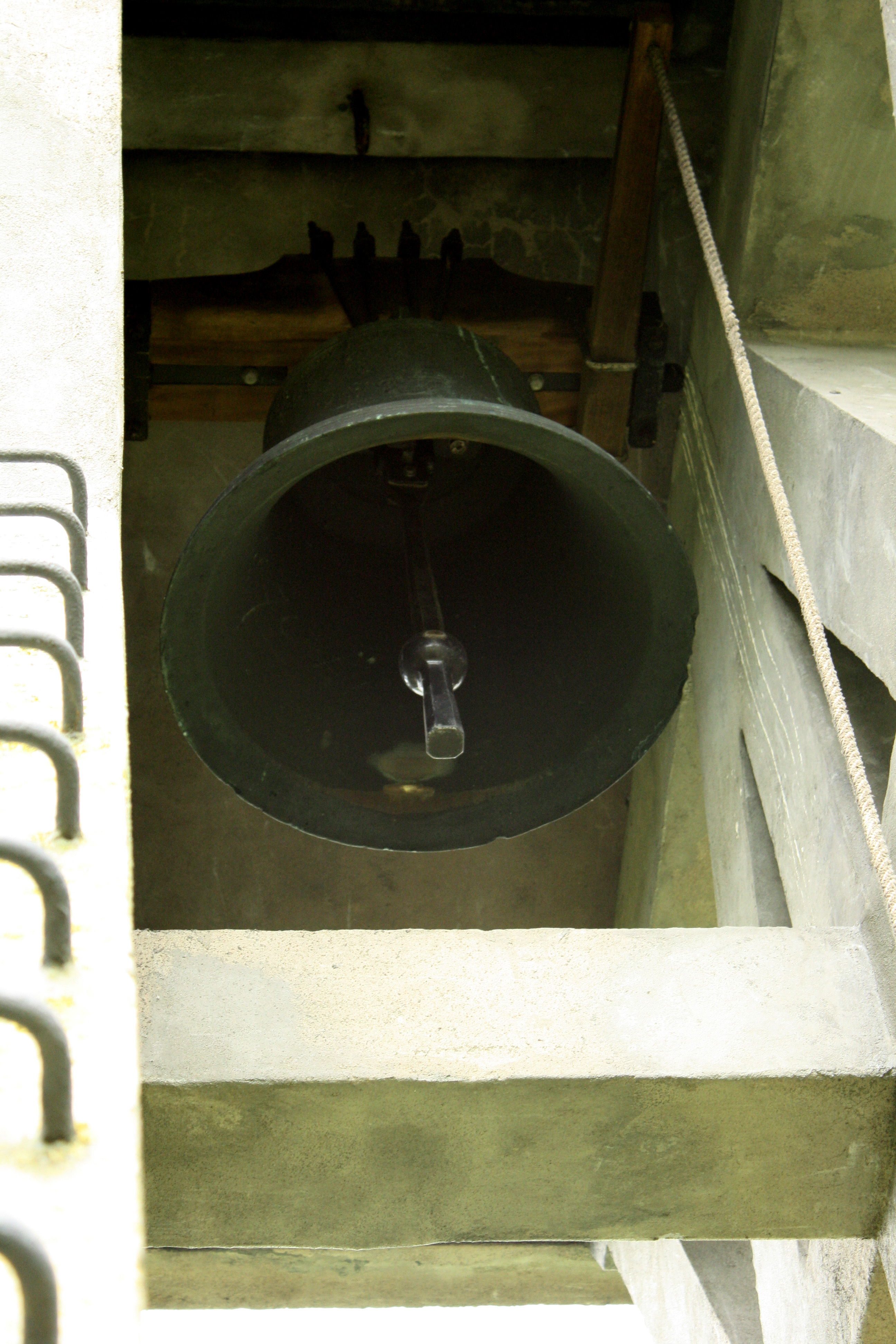
Klok van Jacob Noteman in de klokkenstoel van Luinjeberd

Jacob Noteman (Sittard of directe omgeving, circa 1599) was een Nederlandse klokkengieter.
Jacob Noteman was van 1635 tot 1651 werkzaam te Leeuwarden en was leerling en opvolger van Hans Falck. Hij werd door de Staten van Friesland als meester geschut- en klokkengieter alleenrecht gegund (octrooi) voor heel Friesland. In 1650 vertrok hij naar Heidelberg. In Leeuwarden werd hij opgevolgd door Jurjen Balthasar.

## Klokken (selectie)
| Jaar | Plaats           | Bouwwerk                  | Beschrijving |
| ---- | ---------------- | ------------------------- | --- |
| 1636 | Joure            | Jouster Toer              | Diameter 116,8 cm                                                                                                |
| 1637 | Leeuwarden       | Oldehove                  | Diameter 147 cm. Gewicht 2100 kg. Slagtoon Cis1.                                                                 |
| 1637 | Jislum           | Catharinakerk             | Diameter 64 cm                                                                                                   |
| 1637 | Hitzum           | Kerk van Hitzum           | Diameter 103 cm                                                                                                  |
| 1637 | Dokkum           | Waag                      | |
| 1638 | Scherpenzeel     | Hervormde kerk            | Diameter 66,5 cm                                                                                                 |
| 1638 | Birdaard         | Hervormde kerk            | In 1943 door de Duitse bezetter gevorderd                                                                        |
| 1639 | Westhem          | Bartholomeüskerk          | Diameter 66 cm                                                                                                   |
| 1641 | 's-Hertogenbosch | Sint-Janskathedraal       | Diameter 209 cm. Met een gewicht van 5750 kg behoort de klok tot de zwaarste klokken in Nederland                |
| 1645 | Luinjeberd       | Klokkenstoel              | Diameter 88 cm. Gewicht 390 kg. De klok heeft van de Tweede Wereldoorlog tot 2005 in de Kerk aan de Fok gehangen |
| 1645 | Oosterend        | Martinikerk               | Diameter 130 cm                                                                                                  |
| 1647 | Abbega           | Gertrudiskerk             | Diameter 84 cm                                                                                                   |
| 1648 | Hallum           | Grote of Sint-Maartenkerk | Diameter 120 cm                                                                                                  |
| 1648 | Harlingen        | Raadhuistoren             | Diameter 95 cm. Gewicht 520 kg. Gegraveerd: Voor Harlingen.                                                      |
| 1648 | Minnertsga       | Meinardskerk              | Bij de brand in 1947 werd de klok beschadigd en in 1951 door Van Bergen opnieuw gegoten                          |
| 1649 | Schiermonnikoog  | Grote Kerk                | Klok is buiten gebruik                                                                                           |
| 1649 | Molkwerum        | Sint-Lebuïnuskerk         | Twee klokken: diameter 71 cm en 81 cm                                                                            |